# Jon Stewart
Cet article possède des paronymes, voir John Stuart et John Stewart.
Pour les articles homonymes, voir Jon Stewart (philosophe) et Stewart.
Jonathan Stuart Leibowitz, dit Jon Stewart, est un animateur de télévision, humoriste et satiriste américain,  né le 28 novembre 1962 à New York. Il présente The Daily Show, parodie de journal télévisé, de 1999 à 2015. Grâce à la popularité de cette émission, Stewart gagne la réputation de « nom le plus respectable de la fausse-information », notamment par sa critique acerbe des médias d'information établis.
Stewart commence sa carrière comme comique de stand-up à New York, puis passe rapidement à la télévision. En 1993, il présente son propre talk-show sur MTV, le The Jon Stewart Show (en), puis remplace Craig Kilborn (en) à la présentation du Daily Show sur Comedy Central au début de l'année 1999. Également scénariste et coproducteur de l'émission, il y trouve la reconnaissance du public et remporte plus de dix-huit Emmy Awards depuis 2001.
Stewart gagne en célébrité pour sa critique satirique de la présidence de George W. Bush et de différentes personnalités ou institutions médiatiques, en particulier des chaînes d'information continue, CNN, Fox News ou MSNBC. The Daily Show a obtenu de nombreuses citations pour ses qualités journalistiques et de couverture de l'information. Il participe, parfois avec son ami Stephen Colbert, à plusieurs évènements socio-politiques abordés de manière humoristique proposant une critique de la droite américaine. Il est le coauteur d’America (The Book), l'une des meilleures ventes aux États-Unis en 2004, et de sa suite d’Earth (The Book) (en) en 2010.
En février 2015, il annonce son intention de quitter le Daily Show, ce qu'il fait en août de la même année. Émission qu'il réintègre en 2024. https://www.telerama.fr/television/aux-etats-unis-jon-stewart-is-back-au-daily-show-7019620.php

## Biographie

### Jeunesse et formation
Jon Stewart, de son vrai nom Jonathan Stuart Leibowitz, est né à New York au sein d'une famille juive. Son frère aîné et lui grandirent à Lawrenceville dans le New Jersey. Sa mère est conseillère pédagogique et son père, Donald Leibowitz, est professeur de sciences physiques au Collège du New Jersey, une université publique de l'État du New Jersey. Sa famille a émigré aux États-Unis, originaire de Pologne, d'Ukraine et de Biélorussie. Ses parents divorcent lorsqu'il a sept ans et il reste avec sa mère. Avec son frère Lawrence Leibowitz, il poursuit sa scolarité au Lawrence High School, l'école secondaire publique de sa ville. L'un des seuls enfants juifs de sa ville, il dit avoir été l'objet de harcèlement antisémite par certains de ses camarades de classe. Il se décrit lui-même comme « tendance Eugène Debs, une sorte de gauchiste. » Au moment où il quitte l'école secondaire, il est élu « élève ayant le meilleur sens de l'humour ».
Stewart fait ses études supérieures au Collège de William et Mary en Virginie, choisissant la psychologie comme matière principale après une brève tentative en chimie,. Membre de l'équipe de football de l'université et, brièvement, de la fraternité Pi Kappa Alpha, il sort diplômé en 1984 avec une baccalauréat en psychologie,. Depuis, une récompense nommée « le Leibo » en son honneur est attribuée tous les ans au membre de l'équipe qui progresse le plus et qui fait le plus rire ses coéquipiers.
Après son diplôme, Stewart a eu de nombreuses professions, y compris gestionnaire de risques pour le département des services humains du New Jersey, administrateur de contrats pour l'université de New York, marionnettiste pour enfants handicapés, ainsi que barman, serveur, travailleur dans le bâtiment, traiteur, employé à Woolworth's, assistant entraineur de football dans une école secondaire ,,.

### Début de carrière
Avec une réputation de comique depuis le lycée,, Jon Stewart part pour New York en 1986 pour s'essayer à la comédie, mais ne trouve le courage de monter sur scène que l'année d'après. Il fait ses débuts en stand-up au club The Bitter End, au même endroit où son idole, Woody Allen, commença sa carrière. Il commence à utiliser le nom de scène « Jon Stewart » en abandonnant son nom de famille tout en en changeant la prononciation de son deuxième prénom de « Stuart » en « Stewart ». Il explique ce choix en plaisantant sur le fait que les gens avaient du mal à prononcer « Leibowitz » ou que cela sonnait « trop Hollywood » (en référence à la plaisanterie de Lenny Bruce sur le même thème). Il a aussi sous-entendu que le changement de nom était en fait dû à ses relations tendues avec son père.
Il devient un régulier du Comedy Cellar (en), un comedy club de Manhattan où jouent des comédiens comme Louis C.K. ou Marc Maron ; pendant deux ans, il monte sur scène à deux heures du matin, développant son propre style. En 1989, il débute à la télévision comme scénariste pour le Caroline's Comedy Hour, une émission de stand-up sur A&E Network. En 1991, il coprésente le Short Attention Span Theater avec Patty Rosborough (en) sur Comedy Central. L'année suivante, il présente l'éphémère You Wrote it, You Watch it sur MTV, émission dans laquelle les téléspectateurs sont invités à envoyer leurs histoires pour être ensuite jouées par le groupe de comédiens « The State ». Quand David Letterman quitte NBC en 1993, abandonnant son talk-show Late Night with David Letterman, Stewart est pressenti pour le remplacer, mais c'est finalement Conan O'Brien qui sera choisi pour son Late Night.

### The Jon Stewart Show
Plus tard en 1993, Stewart développe son propre talk-show sur MTV. Malgré la rapide annulation de sa précédente émission, la chaîne est prête à travailler à nouveau avec lui. The Jon Stewart Show est le premier talk-show sur cette chaine et connaît très rapidement le succès, devenant la deuxième meilleure émission en termes d'audience de la chaine après Beavis et Butt-Head. En 1994, Paramount Pictures annule The Arsenio Hall Show et, avec son nouveau partenaire MTV (Viacom acquiert le studio), lance une version du Jon Stewart Show d'une heure en soirée, en syndication. De nombreux distributeurs locaux avaient avancé le Hall Show à deux heures du matin pendant son déclin et l'émission de Stewart se retrouve diffusée avec les mêmes horaires dans de nombreuses villes. Les audiences sont alors désastreuses et l'émission est annulée en juin 1995.[réf. nécessaire]
Parmi les admirateurs de l'émission se trouvait David Letterman, le dernier invité du Jon Stewart Show. Letterman engage Stewart dans sa société de production, Worldwide Pants. Stewart devient alors un invité régulier de Tom Snyder dans The Late Late Show, produit par Letterman et diffusé après le Late Show sur CBS. Cela amena certains médias à penser que Stewart allait remplacer Snyder, mais il lui est finalement proposé de prendre le créneau horaire suivant, ce qu'il refuse.

### The Daily Show

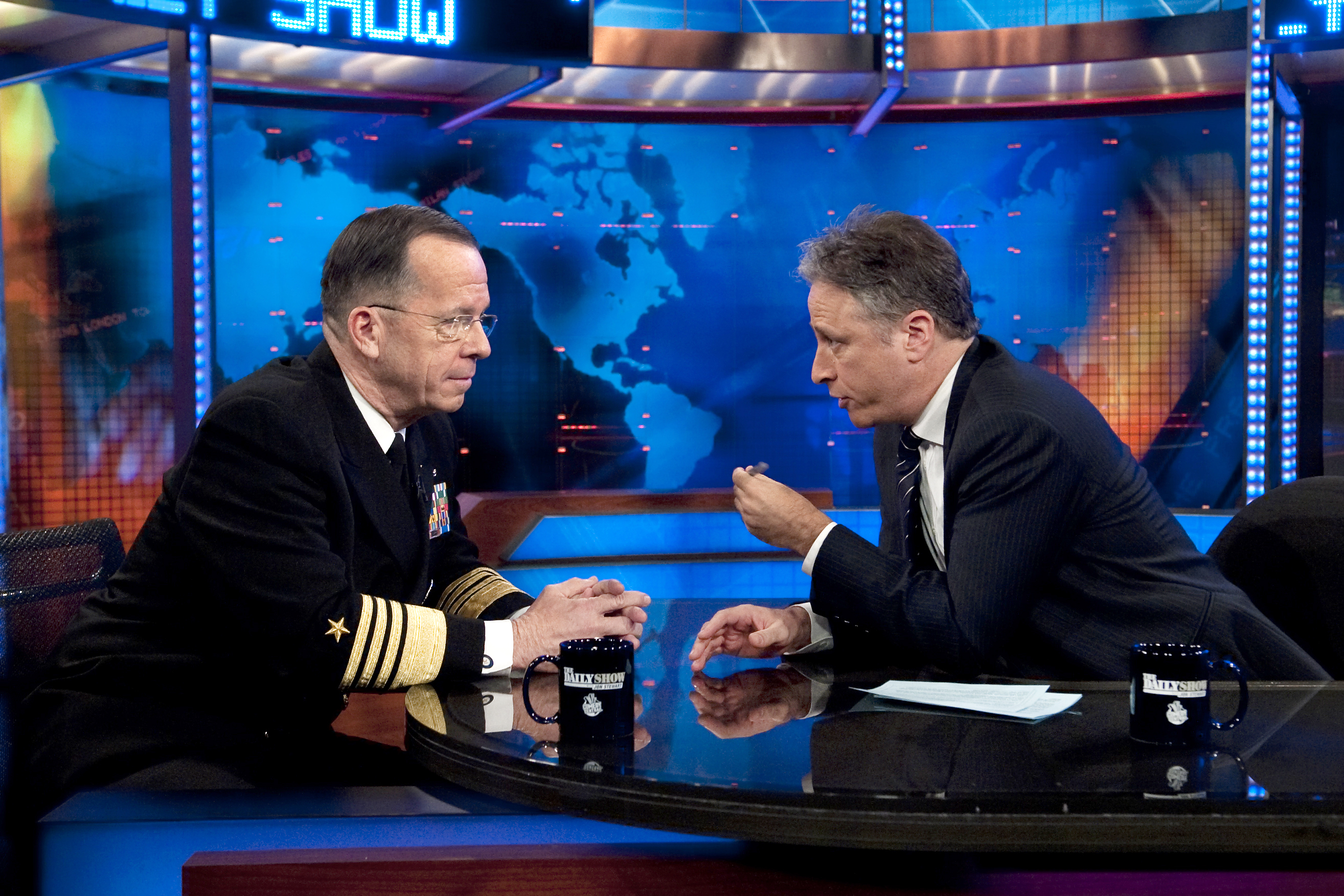
Jon Stewart interviewe l'amiral Mike Mullen sur le plateau du Daily Show.

En 1999, Stewart est engagé pour présenter The Daily Show sur Comedy Central après que Craig Kilborn (en) a quitté l'émission pour remplacer Tom Snyder (en) au Late Late Show. L'émission accroit rapidement sa popularité mélangeant humour et informations quotidiennes, le plus souvent politiques, tout en se moquant des politiciens et personnalités médiatiques, ainsi que des médias d'information eux-mêmes. Dans une interview avec Bill O'Reilly, Stewart dément que l'émission a un quelconque but politique, expliquant qu'elle n'a pour objectif que de faire rire l'audience. Il explique que « la même faiblesse qui m'a conduit vers la comédie façonne mon émission », ajoutant qu'il se sent mal à l'aise lorsqu'il n'entend pas le public rire à ses blagues sur le plateau. The Daily Show offre cependant une source d'information (associée à un fort accent comique) pour un public habituellement jeune et situé politiquement à gauche. Un commentateur explique que « Stewart ne propose pas du cynisme en tant que tel, mais il l'utilise plutôt comme un outil malicieux pour offrir la sagacité que d'autres formats d'information plus sérieux ne peuvent pas se permettre, servilement accrochés aux récits officiels des événements, »
Stewart a présenté presque tous les épisodes du programme, à l'exception de quelques rares occasions où il est remplacé par certains des correspondants de l'émission, tels que Stephen Colbert, Rob Corddry ou Steve Carell.
Plus d'un mois après la fin du Colbert Report et le départ de Colbert pour le Late Show de CBS, Stewart annonce au cours de l'émission du 11 février 2015 son intention de quitter le Daily Show avant la fin de l'année 2015. Cela a été confirmé par le patron de la chaîne Comedy Central Michele Ganeless.

### Autres apparitions
Bien qu'il soit plus connu pour son travail dans The Daily Show diffusé en France du mardi au samedi à 12h30 sur Canal + Décalé, Stewart a aussi eu plusieurs rôles dans des séries télévisées et des films. Il s'amuse de ses apparitions cinématographiques, la plupart des films dans lesquels il a joué n'ayant pas connu le succès. Il est apparu comme guest star dans les séries Une nounou d'enfer, Spin City, NewsRadio et a présenté Saturday Night Live en mars 2002.
Il fut le présentateur des cérémonies de la 78e et 80e cérémonie des Oscars.

### Apparitions à la WWE (2015-2016)
Lors du WWE Raw du 2 mars 2015, il fait une apparition en tant qu’invité dans son propre show, The Daily Show, présenté en exclusivité par Seth Rollins, qui est l’animateur pour la soirée. À la fin du show, alors qu’il taquinait Seth Rollins, à la suite d'une mauvaise blague qui avait déplu à ce dernier, Rollins s’en prend à lui en le saisissant par le col de sa chemise, mais Stewart se défend et donne un coup de pied dans les parties intimes de Rollins grâce à l’intervention de Randy Orton qui avait distrait ce dernier.
Lors de SummerSlam (2015), il intervient dans le match opposant John Cena à Seth Rollins et frappe John Cena avec une chaise et en prend une autre pour que Seth Rollins puisse exécuter le Pedigree sur John Cena et ainsi gagner le match. Le lendemain à Raw, il explique qu'il a attaqué John Cena car il ne voulait pas qu'il batte le record de Ric Flair. Après ces explications, il se fait attaquer par John Cena qui lui porte le Attitude Adjustment. Lors de SummerSlam (2016), il fait une nouvelle apparition en rencontrant Stephanie McMahon durant un segment en backstage.

## Critique des médias d'information
Stewart a bénéficié de beaucoup d'attention par sa participation à l'émission Crossfire de CNN où il a affirmé que cette émission a failli à sa responsabilité d'informer et d'éduquer les spectateurs à propos de la politique comme un sujet sérieux. Cet échange avec les présentateurs de l'émission est devenu une des vidéos les plus vues sur Internet et le sujet de beaucoup de discussions. CNN a annoncé en janvier 2005 qu'elle annulait Crossfire et son nouveau PDG, Jonathan Klein, a déclaré qu'il « approuvait sans réserve » les conclusions de Stewart.

## Engagement politique
Avec Stephen Colbert, il a été l'organisateur d'une parodie de Tea Party qui a rassemblé des dizaines de milliers de personnes devant le Capitole le 31 octobre 2010 en pleine campagne législative aux États-Unis. Bien que l'évènement ait feint d'être apolitique, il était visiblement dirigé contre les Républicains. Baptisée « Rassemblement pour retrouver du bon sens » (« Rally to Restore Sanity »), ou ironiquement « Marche pour garder la peur vivante » (« March to Keep Fear Alive »), elle est finalement renommée Rally to Restore Sanity and/or Fear, en réponse à la manifestation Restoring Honor organisée par Glenn Beck, qui avait rassemblé 500 000 personnes le 28 août 2010 à Washington.

## Polémique
Donald Trump et Bernard Goldberg, un commentateur de Fox News, ont accusé Jon Stewart de racisme pour s'être moqué du candidat républicain à la Présidence Herman Cain en utilisant les stéréotypes du racisme anti-noirs.

## Vie privée
Stewart a épousé sa petite amie de longue date Tracey McShane en mai 2000, et le 19 juin 2001, ils ont tous les deux changé leur nom officiellement pour « Stewart ». Le couple s'était rencontré lors d'un blind date organisé par un assistant de production sur un film auquel avait participé Stewart, Wishful Thinking. Ils ont eu deux enfants.
Outre son intérêt pour le football, il est aussi un grand fan de baseball, son équipe favorite étant les Mets de New York. En 2000, il s'est lui-même décrit comme étant un socialiste ou indépendant.

## Popularité
En 2000, Stewart a reçu un doctorat honorifique d'arts du Collège de William et Mary. En 2004, Stewart a prononcé un discours à la cérémonie d'ouverture de l'université de William and Mary, discours qui a été diffusé depuis de nombreuses fois à la télévision, il reçut un titre honorifique de Doctorat en arts. Il a également été cette même année l'orateur principal de la cérémonie d'ouverture de l'année universitaire de l'Université de Princeton. En 2008, il a été orateur au Hamilton College.

## Filmographie

### Comme acteur
- 1994 : Joyeux Noël de Nora Ephron : Rollerblader
- 1996 : Le Club des ex de Hugh Wilson : L'amant d'Elise
- 1997 : Wishful Thinking de Adam Park : Henry
- 1997 : The nanny Saison 4 episode 12
- 1998 : Les Fumistes de Tamra Davis : Le fumeur d'amélioration
- 1998 : The Faculty de Robert Rodriguez : le professeur Edward Furlong
- 1998 : La Carte du cœur de Willard Carroll (en) : Trent
- 1999 : Big Daddy de Dennis Dugan : Kevin la grosse graine
- 2000 : Committed (en) de Lisa Krueger : le livreur de pizza
- 2001 : Jay et Bob contre-attaquent de Kevin Smith : Reg Hartner
- 2002 : The Adventures of Tom Thumb & Thumbelina de Glenn Chaika : Godfrey (voix)
- 2002 : Crève, Smoochy, crève ! de Danny DeVito : Marion Frank Stokes
- 2006 : Pollux : Le Manège enchanté : Zeebad
- 2007 : Evan Almighty de Tom Shadyac : lui-même
- 2008 : Mister Showman de Sean McGinly (en) : lui-même
- 2011 : L'Agence de George Nolfi : lui-même
- 2011 : Le Complexe du castor de Jodie Foster : lui-même
- 2016 : Tickling Giants, film documentaire de Sara Taksler[31]
- 2024 : Blue et Compagnie (IF) de John Krasinski : un robot (voix)

### Comme réalisateur
- 2014 : Rosewater (également coproducteur et scénariste)
- 2020 : Irresistible (également producteur et scénariste)

## Distinctions
Il a reçu le prestigieux Peabody Award deux fois pour sa couverture des élections présidentielles de 2000 et 2004 dans le Daily Show. Il a été nommé comme l'un des Time 100, une liste annuelle des personnes les plus influentes du monde, publiée dans le Time Magazine. Dans ce magazine, Tom Brokaw le décrit comme « l'une des rares personnes représentant les vraies valeurs démocratiques athéniennes ».

#### Ouvrages de Jon Stewart
- (en) Jon Stewart, Naked Pictures of Famous People, New York, Rob Weisbach Books, 20 septembre 1998, 176 p. (ISBN 0-688-17162-1)
- (en) Jon Stewart, Ben Karlin, David Javerbaum et al., America (The Book): A Citizen's Guide to Democracy Inaction, New York, Warner Books, 20 septembre 2004, 242 p. (ISBN 0-446-53268-1, LCCN 2006287098)
- (en) Jon Stewart et al., Earth (The Book) (en), New York, Grand Central Publishing, 21 septembre 2010 (ISBN 978-0-446-57922-3)

#### Ouvrages sur Jon Stewart
- (en) Roderick P. Hart et E. Johanna Hartelius, « The Political Sins of Jon Stewart », Critical Studies in Media Communication, vol. 24, no 3,‎ 15 août 2007, p. 263-272 (lire en ligne)
- (en) Robert Hariman, « In Defense of Jon Stewart », Critical Studies in Media Communication, vol. 24, no 3,‎ 15 août 2007, p. 273-277 (lire en ligne)
- (en) Jack Lule, « The Wages of Cynicism: Jon Stewart Tried for Heresy at NCA San Antonio Convention », Critical Studies in Media Communication, vol. 24, no 3,‎ 15 août 2007, p. 262 (lire en ligne)
- (en) Lance W. Bennett, « Relief in Hard Times: A Defense of Jon Stweart's Comedy in an Age of Cynicism », Critical Studies in Media Communication, vol. 24, no 3,‎ 15 août 2007, p. 278-283 (lire en ligne)
- (en) Jason Holt, The Daily Show and Philosophy : Moments of Zen in the Art of Fake News, Wiley-Blackwell, 2 octobre 2008, 280 p. (ISBN 978-1-4051-6314-9)
- (en) Nathan Andrew Wilson, Was that supposed to be funny? A rhetorical analysis of politics, problems and contradictions in contemporary stand-up comedy [« [Thèse] »], University of Iowa, 2008 (ISBN 978-0-549-68734-4, lire en ligne)
- (en) Geoffrey D. Baym, From Cronkite to Colbert : The Evolution of Broadcast News, Boulder, Paradigm Publishers, 20 décembre 2009, 197 p. (ISBN 978-1-59451-553-8, LCCN 2009010771)
- (en) Amarnath Amarasingam, The Stewart : Colbert Effect : Essays on the Real Impacts of Fake News, New York, McFarland, 4 mai 2011, 208 p. (ISBN 978-0-7864-5886-8)
- (en) Gwendelyn Sylesha Nisbett, Political Humor and Third-person Perception, Norman, Université d'Oklahoma, juillet 2011, 123 p. (lire en ligne)
- (en) James Anderson et Amie D. Kincaid, « Media Subservience and Satirical Subversiveness: The Daily Show, The Colbert Report, The Propaganda Model and the Paradox of Parody », Critical Studies in Media Communication, vol. 30, no 3,‎ 8 mai 2013, p. 171-188 (lire en ligne)
- (en) Jason Holt, The Ultimate Daily Show and Philosophy : More Moments of Zen, More Indecision Theory, Wiley, coll. « The Blackwell Philosophy and Pop Culture Series », 26 août 2008, 361 p. (ISBN 978-1-118-39768-8)
- (en) Bruce Watson, Jon Stewart : Beyond The Moments Of Zen, New York, New Word City, Inc., 27 janvier 2014, 150 p.